# (4816) Connelly
(4816) Connelly es un asteroide perteneciente al cinturón de asteroides, descubierto el 3 de agosto de 1981 por Edward Bowell desde la Estación Anderson Mesa (condado de Coconino, cerca de Flagstaff, Arizona, Estados Unidos).

## Designación y nombre
Designado provisionalmente como 1981 PK. Fue nombrado Connelly en honor al matemático Robert Connelly de la Universidad de Cornell. Especialista en geometría, ha hecho contribuciones significativas a la interpretación teórica de curvas de luz ópticos y de espectros de radar de potencia de eco.

## Características orbitales
Connelly está situado a una distancia media del Sol de 2,589 ua, pudiendo alejarse hasta 3,298 ua y acercarse hasta 1,879 ua. Su excentricidad es 0,273 y la inclinación orbital 11,81 grados. Emplea 1521 días en completar una órbita alrededor del Sol.

## Características físicas
La magnitud absoluta de Connelly es 12,8. Tiene 7,161 km de diámetro y su albedo se estima en 0,286.